# Josiah Symon
Pour les articles homonymes, voir Symon.
Sir Josiah Henry Symon, né le 27 septembre 1846 à Wick et mort le 29 mars 1934 à Adélaïde, est un avocat, philanthrope et homme politique australien.

## Biographie

### Débuts, personnalité et philanthropie
Fils d'ébéniste, il naît dans le nord de l'Écosse et s'avère très bon élève, premier de sa classe durant son enseignement secondaire à Stirling. Il émigre en Australie en 1866, y étudie le droit et est appelé au barreau d'Australie-Méridionale en 1871. Il est fait conseil de la Reine (statut honorifique) en 1881, et en mars de cette même année, il est nommé procureur général dans le gouvernement d'Australie-Méridionale que dirige William Morgan (en). En application du système de Westminster, il doit devenir député afin de demeurer ministre, et il est élu à l'Assemblée d'Australie-Méridionale le mois suivant. Le gouvernement perd la confiance de la Chambre en juin, et Josiah Symon perd son siège de député aux élections de 1887 lorsqu'il fait campagne pour le libre-échange et contre le protectionnisme. Son frère David, de son côté, est membre de l'Assemblée législative d'Australie-Occidentale de 1890 à 1892 avant de ré-émigrer au Royaume-Uni.
Tout au long de sa carrière, Josiah Symon est un orateur talentueux et populaire, à la fois dans sa vie politique et sa vie professionnelle d'avocat. Grand (1m83) et de carrure athlétique, charismatique, il est reconnu comme la figure la plus influente au barreau d'Australie-Méridionale « durant plus de trente ans », en est le président presque sans interruption de 1898 à 1919, et parvient notamment par son éloquence à obtenir que la peine de mort ne soit quasiment jamais prononcée à l'encontre de condamnés.
Amateur de littérature, il assemble au long de sa vie une collection de quelque 10 000 ouvrages, dont un quart ayant trait au droit et les autres principalement issus de la littérature britannique. Il prononce des allocutions publiques sur des sujets littéraires, et publie en 1929 un livre sur William Shakespeare ; Sidney Webb, l'ayant rencontré, le décrit comme le principal intellectuel d'Adélaïde.
Membre du conseil de l'université d'Australie-Méridionale dans les années 1920, il demande sans succès la création d'un pensionnat universitaire pour étudiantes, crée une bourse d'études pour qu'un jeune de son école de Stirling en Écosse ait accès à une université, crée une bourse pour financer les études littéraires d'un ou une étudiant à l'université de Sydney, et une autre pour qu'un ou une élève de l'école Scotch College d'Adélaïde puisse étudier la littérature à l'université d'Australie-Méridionale. Il finance également un foyer pour enfants handicapés, et un hôpital à Innamincka en Australie-Méridionale.

### Carrière politique fédérale
Président de la Ligue d'Australie-Méridionale pour le Libre-échange, il devient en 1895 président de la Ligue d'Australie-Méridionale pour une Fédération australasienne, et contribue peut-être plus que tout autre à générer un mouvement populaire en Australie-Méridionale en faveur d'une unification des colonies britanniques d'Australie en une fédération. L'Australie-Méridionale étant la première colonie en Australie à avoir reconnu le droit de vote des femmes en 1895, il mène également campagne pour que toutes les femmes d'Australie puissent voter dans la future fédération. Il exprime un patriotisme australien fidèle à l'Empire britannique et soucieux du maintien des prérogatives des États de la fédération. Il est une figure majeure de la convention fédérale australasienne de 1897-1898, et mène campagne avec succès pour l'adoption de la Constitution de l'Australie par les citoyens et citoyennes d'Australie-Méridionale. Il contribue également à la campagne référendaire à ce sujet en Australie-Occidentale. En janvier 1901, à la naissance de la fédération australienne, il est fait chevalier commandeur de l'ordre de Saint-Michel et Saint-Georges en reconnaissance de son engagement.
Il est le candidat le mieux élu d'Australie-Méridionale aux premières élections sénatoriales fédérales, en mars 1901, qui se déroulent au suffrage universel direct. Edmund Barton, chef du Parti protectionniste, forme le premier gouvernement fédéral australien, et Josiah Symon, membre du Parti pour le libre-échange, devient le chef de l'opposition au Sénat. Il y mène une opposition constructive, proposant des amendements aux projets de loi qui instaurent les institutions de la jeune fédération. D'août 1904 à juillet 1905 il est le procureur général d'Australie dans le gouvernement de George Reid. Il refuse de devenir membre en 1910 du Parti libéral né de la fusion du Parti protectionniste et du Parti pour le libre-échange et, candidat donc sans étiquette aux élections de 1913, il perd son siège de sénateur. Il se retire de la vie politique et se consacre à sa carrière d'avocat et à ses activités philanthropiques.